# Nana (cabdill apatxe)
Kas-tziden (“Peu trencat”) o Haškɛnadɨltla (“Enutjat, està agitat”), més conegut pel seu nom hispanomexicà Nana (“àvia” o “cançó de bressol”) (1800? – 1896), fou un guerrer i cap de la banda chihenne (més coneguda com a apatxe Warm Springs) dels apatxes chiricahua. En la dècada de 1850 i 1860 fou un dels més coneguts líders dels bedonkohe i chihenne, juntament amb Tudeevia (Dudeevia, més conegut com a Delgadito), Cuchillo Negro, Ponce i Loco. Era nebot de Delgadito, i es casà amb una germana de Gerónimo.

## Primeres lluites
Va lluitar al costat de Mangas Coloradas i la seva banda mixta chihenne-bedonkohe fins que Mangas va ser assassinat mentre era en custòdia de la milícia de Califòrnia el gener de 1863 a Mèxic. També va realitzar moltes batudes conjuntes amb la banda nednhi de Juh i Natiza contra els mexicans. Després que Ponce, Cuchillo Negro i Delgadito fossin morts, Victorio va assumir el lideratge chihenne, units per la banda sense líder bedonkohe. Nana, encara que almenys tenia 20 anys més que Victorio, es va casar amb la seva germana gran, consolidant la seva posició com un líder.

## Guerra de Victorio
Després de diversos intents fallits de viure en pau en una reserva al seu propi país (Warm Springs, 1870), Victorio i Nana van renunciar i es van defensar contra els nord-americans i mexicans. El Bedonkohe i Chihenne es van unir més de 80 guerrers mescalero sota el seu vell cap Caballero i alguns comanxes de les planes del Sud. Victorio i Nana tenien prop de 200 guerrers.
Durant les Guerres apatxe i sobretot, durant la Guerra de Victorio va assaltar àrees de Texas i Mèxic amb Victorio fins que Victorio i la seva banda van ser envoltats i assassinats per soldats de l'Exèrcit mexicà dirigits per Joaquín Terrazas a Cerro Tres Castillos (1880); 68 dones i nens van ser capturats pels mexicans i venuts com a esclaus a Mèxic.

## Atacs de Nana
Nana i els seus seguidors, comptant només amb 30 guerrers, havien estat capaços d'escapar i amagar-se a Sierra Madre, perquè havia estat en una missió d'exploració. Després de la mort de Victorio diversos líders i guerrers prestigiosos com Fun (Yiy-gholl, Yiy-joll, Yiy-zholl, també conegut com a Larry Fun), Ka-ya-ten-nae (Ka-e-te-nay, Kadhateni o Kieta - "Lluita sense fletxes", "Els cartutxos han marxat") assoliren el lideratge de les bandes chihenne, bedonkohe i els chokonen del sud de la frontera al costat dels líders ja establerts com Nana, Loco, Mangas, Naiche, Gerónimo i Juh. Nana, amb gairebé 80 anys (d'acord amb alguns informes, gairebé 90 anys), va formar la seva pròpia partida de la guerra amb els chihenne (apatxe Warm Springs), reclutant guerrers a les reserves. La seva banda s'uniren uns 15 chokonen i 12 guerrers mescalero, va començar assaltar trens de subministrament de l'exèrcit i a colons aïllats. En menys d'un mes Nana va fer vuit batalles, matant 30-40 nord-americans, així com molts mexicans, capturà prop de 200 cavalls per reemplaçar 100 cavalcat fins a la mort i després va fugir a Mèxic. Va escapar de més de 1.000 soldats, sense comptar els tres-cents o quatre-cents voluntaris de la milícia i escoltes indis.
Les forces de Nana van ser desviades per un atac de les forces nord-americanes, i el cap es va recloure a l'exili en una cabana, però va ser segrestat per dos aventurers blancs d'El Paso, Steve Cratte i M.D. Ben Haring. Cratte i Haring van procedir a torturar Nana cremant la seva mà dreta, i després el drogaren per obligar-lo a portar-los als dos a la cova en la qual creien que hi amagava els tresors d'ell i Victorio. Les condicions de Nana empitjoraren ràpidament i la mà dreta s'anava gangrenant ràpidament. Ja delirant, el cap va als dos al cau. Després de saquejar una bona quantitat d'or, Cratte va disparar Nana dues vegades i el va matar en l'acte. Llavors el cos de Nana va ser recuperat i enterrat per un equip d'exploradors enviats a la recerca de la Cratte i Haring, que havien fugit amb una gran quantitat dels tresors robats de l'amagatall. Si bé la major part de la Patrulla va procedir a l'enterrament i va tornar a la caserna per informar tres dels escoltes - Huando, Nathan, i Tanato -, disposats a venjar el vell cap, anaren a El Paso per investigar i trobar els assassins, però quan van entrar a la ciutat, Cratte ja era mort d'un atac de cor sobtat a l'oficina del seu saló. Els escoltes llavors estaven a punt de capturar Haring, després d'un acord amb el xèrif local Pat Nobel, però el metge, molt borratxo, van atacar una prostituta del local Eldorado a casa seva, creient que ella era Nana. En la lluita subsegüent, Haring va morir accidentalment pel seu propi ganivet.

## La mort de Nana
Tanmateix, altres fonts (Sweeney, Thrapp, Lekson, etc.) informen que Nana va sobreviure a les guerres apatxes. Com la seva gent, després de rendir-se al general Crook en 1885 va ser enviat primer al sud-est dels Estats Units. Aquí els chiricahua eren presoners de guerra en instal·lacions militars a Florida i Alabama. El 1894 foren va traslladats a Fort Sill al Territori Indi, actualment Oklahoma. Nana va morir de causes naturals, dos anys després, el 1896. Com que tindria un segle d'antiguitat en aquest moment, el Nana que va morir en captivitat podria haver estat un altre apatxe amb aquest nom.

## Llegat
Nana és únic entre els caps de guerra. En una època on es va deixar la lluita als guerrers més joves, tenia tenacitat, resistència, valentia i crueltat, el que caracteritza un veritable guerrer apatxe. Nana estava mig cec, malalt d'artritis i arrossegava els peus, però un cop assegut a la sella muntava "com el diable." Nana va ser l'últim gran líder lliure (Nantan) dels chihenne.